# Campionat britànic de trial 2005
La temporada de 2005 del Campionat britànic de trial fou la 55a edició d'aquest campionat, organitzat per l'ACU. El calendari oficial constava de 6 proves puntuables.

## Classificació final
| Posició | Pilot              | Motocicleta | Punts |
| ------- | ------------------ | ----------- | ----- |
| 1       | Graham Jarvis      | Sherco      | 110   |
| 2       | Steve Colley       | Gas Gas     | 96    |
| 3       | Shaun Morris       | Gas Gas     | 72    |
| 4       | James Dabill       | Beta        | 71    |
| 5       | Sam Connor         | Sherco      | 66    |
| 6       | Michael Phillipson | Beta        | 65    |
| 7       | Ian Austermuhle    | Beta        | 50    |
| 8       | Gary MacDonald     | Beta        | 45    |
| 9       | Michael Brown      | Beta        | 44    |
| 10      | Mika Vesterinen    | Gas Gas     | 36    |